# Вавациния
Вавацинѝя (на гръцки: Βαβατσινιά, Вивациня̀) е село в Кипър, окръг Ларнака. Според статистическата служба на Република Кипър през 2001 г. селото има 85 жители.
Намира се на изток от Агии Вавациниас.